# Teresita Reventlow
Emilie Augusta Teresita Reventlow, född Sparre 28 januari 1863 i Norrköping, död 27 februari 1955 i Höör, var en svensk sångare och målare.
Hon var dotter till underlöjtnanten greve Lars Erik Georg Sparre af Söfdeborg och Hanna Jakobina Schubert och från 1882 gift med underlöjtnanten Conrad Ferdinand Edvard Reventlow av svenska ätten Reventlow. Hon bedrev i sin ungdom sångstudier för Signe Hebbe och Axeline de Berg-Löfgren. Hon var som konstnär autodidakt och hennes konst består av stilleben samt ett stort antal kopior av porträtt utförda i olja.